# دير الدبان
 دير الدبان قرية فلسطينية تقع شمال غربي قضاء الخليل وسط فلسطين، احتلها الجيش الإسرائيلي عام 1948م، فيما عرف بالنكبة، وهُجّر كل من فيها باعتداء عسكري مُباشر فيما يعرف بعملية يوعاف العسكرية. فهي من
القرى المهدمة والمهجر أهلها قسريًا. كان اعتماد سكانها على زراعة العنب والحبوب والتين والرمان ورعي الحيوانات. ولقد أقيمت مباني القرية على مواقع أثرية قديمة، فهي تحتوي على أساسات وقطع مرصوفة بالفسيفساء ومعصرة زيت حجرية، وتحيط بها بعض الخرب الأثرية المهدمة. وحدثت على أراضيها والقرى المجاورة لها معركة أجنادين. وقدر عدد سكانها في عام 1948م ب 847 نسمة وكلهم مسلمون، ويسكنون 174 بيتا.

## سبب التسمية
إن اصل اسم القرية مُستمد من كلمة «الذئبان» جمع تكسير كلمة «ذئب» باللهجة العامية، وسبب التسمية بهذا الاسم بالتحديد هو أن المنطقة كانت مليئة بالذئاب.

## الموقع الجغرافي
تقع دير الدبان شمال غربي محافظة الخليل، وتبعد عن مركزها 26 كم، على تل منحدر في آخر السفوح الغربية لجبال الخليل. تحيط بها أراضي قرى عجور، وذكرين، وتل الصافي وبركوسيا. كان ثمة طريقان فرعيان يصلانها بالقريتين المجاورتين: قرية عجّور من ناحية الشمال الشرقي، وقرية تل الصافي من ناحية الشمال الغربي.

وكلا الطريقين يفضيان بالنهاية إلى الطرق العامة التي تصل مدن الخليل والرملة وغزة والقدس بعضها ببعض. وقد بنيت دير الدبان فوق موقع أثري يحوي أُسس أبنية قديمة ودارسة، وتحوي أرضيات من الفسيفساء، ومدافن ومعاصر زيت منقورة في الصخر، وكانت القرية في منطقة غنية بالمواقع الأثرية؛ إذ كان ثمة خمسة مواقع في مساحة 2 كلم مربع من الأراضي المحيطة بالقرية.
بلغت مساحة القرية 58 دونم، وحولها مساحات زراعية تصل إلى 7700 دونم، ويبلغ متوسط أرتفاع القرية عن سطح البحر 225 مترًا.

## التاريخ
- في سنة 1596، كانت دير الدبان قرية في ناحية القدس (لواء القدس)، وعدد سكانها 396 نسمة، يؤدّون الضرائب على القمح والشعير وشجر الزيتون والكرمة والأشجار المثمرة، بالإضافة إلى الماعز وخلايا النحل.
- وفي أوائل القرن التاسع عشر، ذكر عالم التوراة الأميركي إدوارد روبنسون أنه مر بالقرب من دير الدبان وهو في طريقه لتفحص بعض المغاور في الجوار.
- في القرن العشرين كانت القرية مأهولة بالسكان حتى تاريخ 23-24 تشرين الأول/أكتوبر 1948م؛ حيث وقعت دير الدبان في يد الاحتلال الإسرائيلي، الذي دمر بيوت القرية وهجر كامل سكانها، بعد عدة اشتباكات مسلحة دافع فيها سكان القرية والجيش المصري ومجموعات من مجاهدي الإخوان المسلمين عن القرية.[3][6]
- عام 1955م بنيت مستعمرة لوزيت، التي يتألف سكانها من يهود مغاربة، ولقد أُنشئت إلى الشمال الشرقي من موقع القرية.
- وحاليا اكتسح موقع القرية النباتات الشائكة والحشائش، ويمكن تمييز شوارع القرية القديمة بسهولة، وثمة أيضاً بقايا مصاطب حجرية، ويزرع الفلاحون الإسرائيليون البصل وغيره من الخضروات والفاكهة في الأرض المتاخمة للقرية.[7]

## السكان
- سكن القرية عام 1922م (454) نسمة كلهم من المسلمين.
- في عام 1931، بلغ عددهم (543)، منهم 271 ذكر و272 أنثى، كان لهم 112 بيتا في القرية.
- في عام 1945، ارتفع العدد إلى 730 كلهم من المسلمين.
- بلغ عددهم عام 1948م (847) كلهم مسلمين، ويسكنون 174 بيتًا.
- يقدر عدد اللاجئين من أبناء وأحفاد سكان القرية في عام 1998م ب 5200 فلسطيني لاجئ في الشتات الفلسطيني.[3][8]

## الاقتصاد
كانت الزراعة البعلية عماد اقتصاد القرية، تليها تربية المواشي. وكانوا يزرعون الحبوب مرتين في السنة، في فصلي الشتاء والصيف. وكذلك كانوا يقسمون الأرض -للمحافظة على خصوبة التربة- إلى قسم شرقي وآخر غربي، فيزرعون قسماً خلال فصل ما ويتركون القسم الآخر. كما غُرست -بالتدريج- أشجار التين والكرمة، والخضروات فيها. وفي عامي 1944 - 1945، كان ما مجموعه 5358 دونماً مخصصاً للحبوب من بين 7784 دونما هي مجموع مساحة القرية. وكانت المواشي ترعى في الأرض غير المزروعة.

## معرض الصور

بقايا آثار القرية.
بقايا آثار القرية.
نباتات برية تغطي بقايا البيوت المهدمة.
بقايا آثار القرية.
أحد الكهوف في أراض القرية.
أحد الكهوف في أراض القرية.
أحد الكهوف في أراض القرية.
بقايا آثار القرية.
بقايا آثار القرية.
أحد الكهوف في أراض القرية.
بقايا آثار القرية.
أحد الكهوف في أراض القرية.
أحد الكهوف في أراض القرية.
أحد الكهوف في أراض القرية.